# Mushroom Men : Les Premiers Champignhommes
Mushroom Men : Les Premiers Champignhommes (Mushroom Men: Rise of the Fungi) est un jeu vidéo de plates-formes et de rôle développé par Red Fly Studio et édité par Gamecock Media Group, sorti en 2008 sur Nintendo DS.
Un jeu dans le même univers est sorti sur Wii : Mushroom Men : La Guerre des spores.

## Accueil
- Jeuxvideo.com : 7/20[1]